# Alció de carpó vermell
L'alció de carpó vermell (Todiramphus pyrrhopygius) és una espècie d'ocell de la família dels alcedínids (Alcedinidae) que habita zones obertes amb arbres d'Austràlia.